# Hubert Perring
Hubert Perring, né le 19 janvier 1957 à Auxerre est un cavalier français de dressage. Il est sous-officier de la Garde républicaine.

## Palmarès
- Champion du monde militaire (1988, 1994, 1995)
- Membre l'équipe de France lors des jeux équestres mondiaux de Jerez de la Frontera en 2002 avec Diabolo Saint Maurice.
- Champion de France de Dressage 2005 avec Diabolo Saint Maurice.